# Austroamericium aphyllum
Austroamericium aphyllum är en sandelträdsväxtart som först beskrevs av Carl Friedrich Philipp von Martius, och fick sitt nu gällande namn av Radovan Hendrych. Austroamericium aphyllum ingår i släktet Austroamericium och familjen sandelträdsväxter. Inga underarter finns listade i Catalogue of Life.